# 托爾諾湖 (東普里格尼茨-魯平縣)
53°01′24″N 12°48′00″E / 53.0232°N 12.800°E

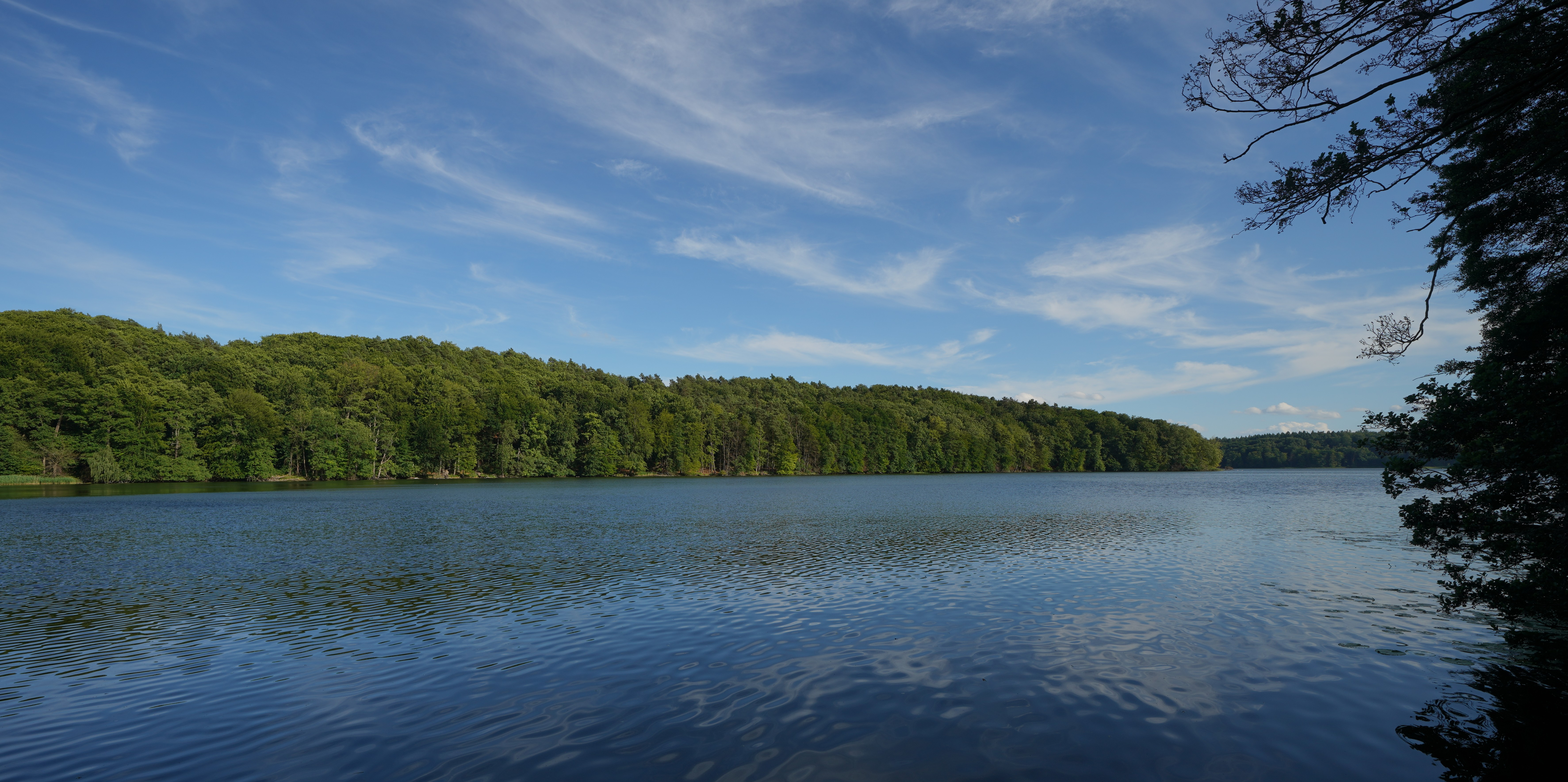

托爾諾湖（德語：Tornowsee），是德國的湖泊，位於該國西南部，由勃蘭登堡州負責管轄，處於東普里格尼茨-魯平縣，長2.2公里、寬1.6公里，面積1.2平方公里，海拔高度38米，最大水深12米，水體容量750萬立方米。